# Buck Bumble
 (avril 2025).
Si vous disposez d'ouvrages ou d'articles de référence ou si vous connaissez des sites web de qualité traitant du thème abordé ici, merci de compléter l'article en donnant les références utiles à sa vérifiabilité et en les liant à la section « Notes et références ».
Buck Bumble est un jeu vidéo d'action sorti en 1998 sur Nintendo 64. Il a été développé par Argonaut Games et édité par Ubisoft.

## Synopsis
Le jeu se déroule à Londres en l’an 2010. Des produits chimiques déversés par accident dans un jardin déclenchent une mutation génétique des insectes en présence. Voit alors le jour la Horde (« Evil Herd » dans la version originale), entité constituée de plusieurs espèces de super-insectes dotés d’une technologie leur permettant entre autres de se battre à l’aide de lasers et de bombes. L’objectif de la Horde est de prendre possession du jardin, et à la longue du monde entier.
Pour contrer la Horde, une autre organisation nommée la Résistance (The Resistance dans la version originale) envoie « Buck », une abeille cyborg qui devra mener à bien une vingtaine de missions avant d’affronter la reine qui dirige la Horde, une sorte de mante.

## Système de jeu
- Interface: l’interface du jeu montre en tout temps la barre de vie, les vies supplémentaires, la roulette des armes et l’état des munitions, le score acquis, le radar à balayage, et le timer.
- Contrôles: les contrôles sont simples parce que dépouillés, mais il est quand même possible d’effectuer des manœuvres aériennes très pratiques, notamment faire une pirouette ou volte-face. Le maniement en vol est d’ailleurs particulièrement aisé, et sa prise en main est également très rapide.
- Armes: Buck peut utiliser 10 armes différentes, dont des pistolets standards, des grenades, des arcs électriques, et des projectiles téléguidés ou à tête chercheuse. Dans une mission d’espionnage, Buck utilise aussi un rayon assommant pour capturer des spécimens à étudier.
- Quête: le jeu se divise en 19 missions. La plupart consisteront à détruire des installations ennemies, mais il pourra aussi s’agir d’aller déposer une bombe à un endroit stratégique, de capturer des spécimens ennemis afin de les étudier, d’intercepter un convoi volant, de détruire des armes de destruction massive, et finalement de combattre la reine de la Horde. Dans chaque niveau, le joueur est soumis à un timer, et à chaque mission accomplie, un score total est établi.
- Exploration: l’exploration se fait surtout en volant, mais Buck peut se poser et marcher (lentement) sur le sol. Les zones de jeu sont relativement vastes, quoique la hauteur exploitable soit peu élevée. Les niveaux sont divisés en plusieurs zones, et le passage d’une à l’autre se fait par des téléporteurs ; il est possible de revenir en arrière à tout moment, à quelques exceptions près.
- Ennemis et dangers: les ennemis sont généralement des insectes évolués et dotés de technologies offensives. Les ennemis au sol sont des blattes, des scarabées, des fourmis, une mante (la reine). Les ennemis volants sont des moustiques, mouches, guêpes, frelons, papillons, libellules, mais aussi d’énormes machines suréquipées. Certains ennemis se trouvent dans les points d’eau, c’est le cas des chenilles et du gerris. On trouve aussi, sur le sol et contre les murs, des tourelles de défense. Enfin, certains ennemis sont générés automatiquement par des nids ou des ruches, et il convient de détruire ceux-ci avant de s’attaquer aux individus.

Parmi les dangers naturels que court Buck, on peut surtout citer les points d’eau, dans lesquels on se noie, mais aussi les champignons et mines volantes qui explosent lorsqu’on s’en approche.
- Collecte: parmi les objets à collecter, on compte les armes (qui restaurent les munitions une fois qu’elles ont déjà été obtenues), des gouttes de nectar pendues aux fleurs et qui restaurent la barre de vie, et des points de différentes valeurs pour consolider le score.

## Multijoueur
Buck Bumble possède un mode multijoueur dans lequel 4 joueurs peuvent s'affronter dans des combats aéroportés.
Il est aussi possible de joueur à un mini-jeu de football à plusieurs. Le principe est de pousser le ballon en le heurtant ou en tirant dessus, jusqu’à l'envoyer dans le but adverse. Les joueurs peuvent aussi de tuer en utilisant les deux armes disponibles, et les morts réapparaissent après une courte durée d’absence.

## Musique
Buck Bumble est notamment connu pour son thème musical chanté, de style hip-hop.
Dans le reste du jeu, le style musical est assez sobre, et accompagné de chants d'oiseaux.

## Accueil
La critique a accueilli Buck Bumble de manière positive, la note moyenne étant d’environ 7/10 (GameRankings : 70.12% ; GameStats : 7.2/10).